# Estação Sherbrooke
A Estação Sherbrooke é uma das estações do Metrô de Montreal, situada em Montreal, entre a Estação Berri-UQAM e a Estação Mont-Royal. Faz parte da Linha Laranja.
Foi inaugurada em 14 de outubro de 1966. Localiza-se na Rua Berri. Atende o distrito de Le Plateau-Mont-Royal.